# Индийские кампании Гуридов
Инди́йские кампа́нии Муха́ммада Гу́ри или Инди́йские кампа́нии Гури́дов — серии вторжений и военных кампаний султана Мухаммада Гури (ок. 1173—1206) из династии Гуридов, которые привели к широкому расширению султаната Гуридов на Индийском субконтиненте.

Вторжения Муизз ад-Дина в Индию началось ещё в 1175 году и с тех пор он продолжал возглавлять свои армии на Индийском субконтиненте до своего убийства у реки Инд 15 марта 1206 года. Во время этих вторжений Муизз ад-Дин отвоевал бассейн Инда у Газневидов и исмаилитов, проник в Гангский доаб после победы над конфедерацией раджпутов во главе с Притвираджем Чауханом возле Тараина, отомстив за свое более раннее поражение на том же поле битвы. В то время как империя Гуридов просуществовала недолго и распалась в 1215 году, переломная победа Муизз ад-Дина во Второй битве при Тараине установила постоянное мусульманское присутствие и влияние на Индийском субконтиненте вплоть до XIX века.

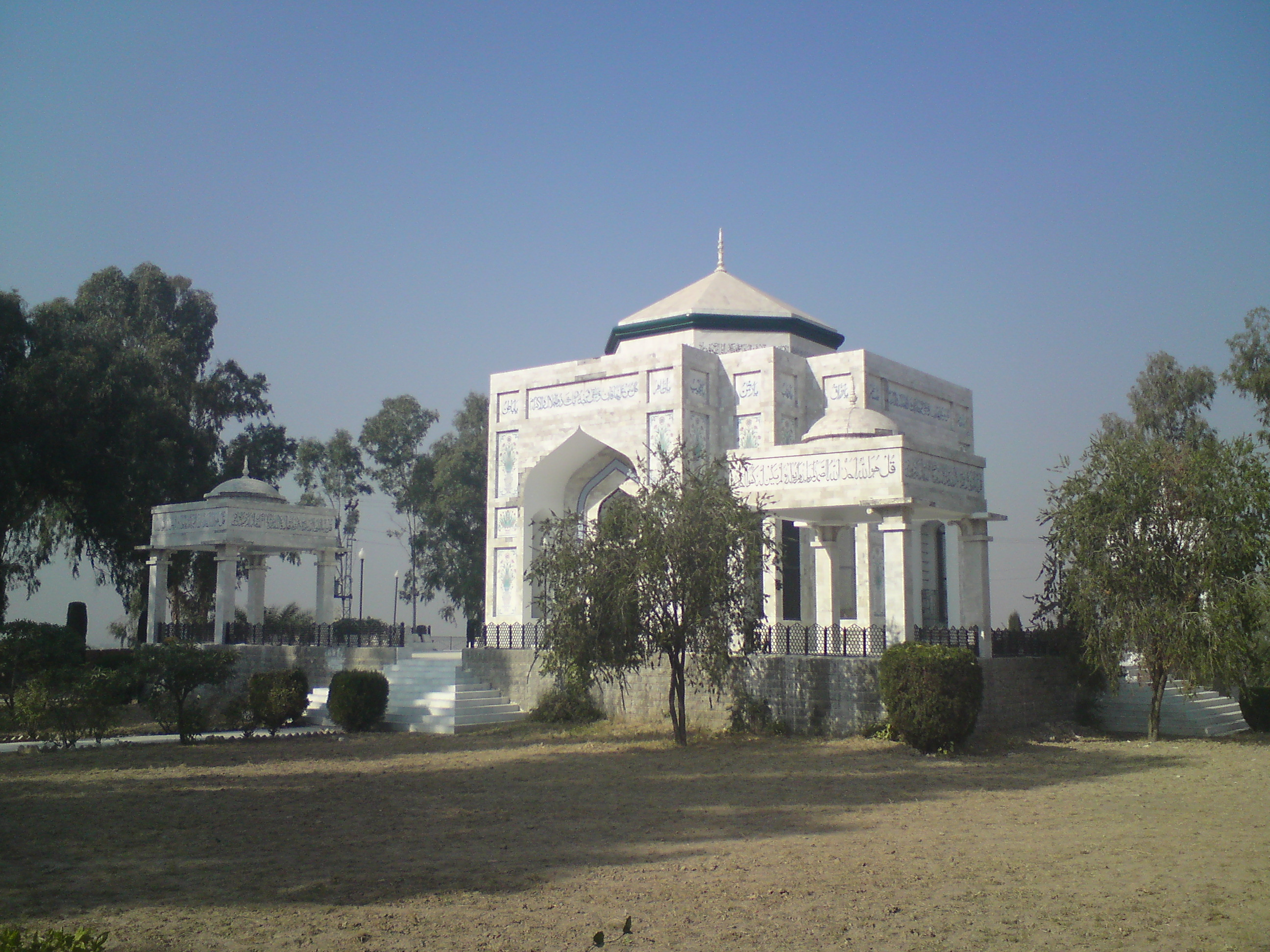
Мавзолей султана Муиз ад-Дина Мухаммада Гури, построенный пакистанским ученым Абдулом Кадыр Ханом в 1994—1995 годах в Дхамиаке (Сохава Техсил, Пакистан), где он был убит, но фактическим местом захоронения Муиз ад-Дина является Газни.

Во время своих кампаний в Индии Муизз ад-Дин истребил несколько местных династий, в том числе карматов из Мултана, Газневидов из Лахоре, Чауханов из Аджмера, Томаров из Дели, Джадаунов из Баяны и, возможно, Гахадавалов из Каннауджа.

## Предпосылки

Провинция Гор в современном Афганистане

Во второй половине XII века Шансабани/Гуриды, таджикская династия восточноиранского происхождения говорящие на персидском яызке, начали свою политическую экспансию в условиях краха Газневидов, которые были значительно ослаблены в своей борьба с империей Сельджукидов. В 1163 году Гийас ад-Дин Мухаммад стал султаном Гуридов. Через десять лет Гийас победил турок-огузов, аннексировал Газну и поставил править своего брата Мухаммада Гури в Газни, которая использовалась им как база для дальнейших вторжений в Индию. Гийас ад-Дин со своим центром в Фирузкухе противостоял государству Хорезмшахов в экспансии Мавераннахра, в то время как Муизз ад-Дин, мотивированный походами Махмуда Газневи, начал набеги на Индийский субконтинент в 1175 году.
В персидских источниках упоминается лишь несколько вторжений Гуридов до их решающей победы при Тараине. Вопреки персидским авторитетным письмам, местные индуистские и джайнские источники утверждали, что «Млечча Гори» (варвар) несколько раз терпел поражение перед Первой битвой при Тараине. Последние значительно преувеличивали количество вторжений Гуридов с целью увеличить масштабы местного сопротивления, хотя генералы Гуридов после оккупации Пенджаба в 1186 году, возможно, начали совершать больше набегов на северные территории, но были отбиты вождями раджпутов из-за незначительного количества войск.

## Кампания против карматов

### Мултан
В 1175 году Муизз ад-Дин пересек реку Инд через перевал Гомал вместо Хайберского перевала, поскольку первый был более коротким путем для проникновения на прибрежную равнину Гуджарата и для последующего продвижения в полуостровную Индию. Его первая экспедиция была против карматов (шиитская секта исмаилитов) в Мултане. Карматы были разгромлены Махмудом Газни в начале XI века, хотя вскоре они восстановили своё иго в Мултане и даже продвинулись до верхней равнины Синда и Уча, вскоре после его смерти в 1030 году. Они потерпели поражение и Муизз ад-Дин захватил Мултан после упорного сопротивления караматов в 1175 году.

### Уч
После захвата Мултана Муизз ад-Дин двинулся на Уч (расположенный между Ченабом и рекой Джелум), который был аннексирован в 1176 году.
Точное событие завоевания Гуридами Уча подвергается сомнению среди современников Гуридов и более поздних источников. Современник Ибн аль-Асир утверждал, что Уч находился под властью Бхати раджпутов. По его словам, когда Муизз осадил форт, он сделал предложение влиятельной раджпутской королеве Уча и пообещал жениться на ней если она поможет ему в его завоевании и казнит своего мужа. Ибн аль-Асир далее заявил, что она отравила своего мужа и вместо этого предложила выдать свою прекрасную дочь замуж за султана при условии, что после завоевания форта, он не будет грабить их королевские сокровища. Муизз ад-Дин согласился, женился на её дочери и обратил её в ислам. Эта история также повторяется более поздними летописцами, включая Феришту. Однако подлинность этого рассказа сомнительна, поскольку в анналах самих Бхати не упоминается их правление в Уче. Таким образом, территорией Уча, возможно, управляла другая секта исмаилитов до завоевания её Муизз ад-Дином.
Форты Мултана и Уча были переданы Али Кирамаджу, а Муизз вернулся в Газну. В течение короткого промежутка времени Муизз ад-Дин быстро пересек Инд и аннексировал большую часть Синда и прилегающих к нему областей, чтобы облегчить свою экспансию на север в будущем.

## Ранняя кампания против конфедерации раджпутов

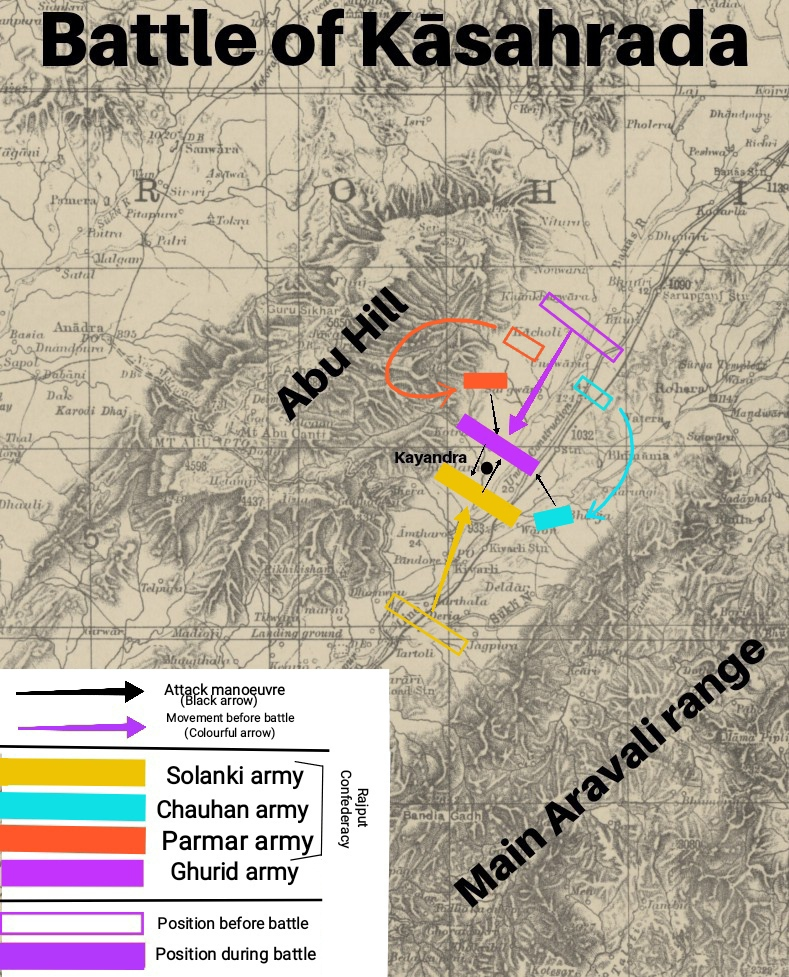
Расположение места битвы на территории современного штата Раджастхан.

После завоевания Мултана и Уча, Муизз ад-Дин из Синда вторгся в современные штаты Раджастхан и Гуджарат в Анхилваре. Город Анхилвара был разграблен правителем Газневидов — Махмудом Газневи в 1026 году, который разрушил храм Сомнатх. Однако Соланки восстановили свое влияние при Кумарапале. Накануне вторжения Гуридов, Анхилварой правил Мулараджа II, который собрал грозную армию ветеранов-раджпутов, в которую входили Чахамана из Надола, Чахамана из Джалора (был основателем линии Джалора), а также правитель Пармара Дхараварша.
Гуриды голодали во время своего долгого перехода из засушливой пустыни Раджастхана. В первом сражении войска Гуридов были полностью разбиты войском раджпутов и Муизз ад-Дину едва удалось спастись живым.
Победа Каядхары заставила Муизз ад-Дина изменить свой маршрут, который оттуда повернул к Газневидам в Лахор.

## Кампания против Газневидов
Примерно в 1180 году Муизз ад-Дин двинулся в сторону Пешавара и аннексировал его, где правитель Сумра признал его власть. После этого он обратил свое внимание на Лахор, который находился во владении правителя Газневидов Хосрова Малика, который не был способен оказать военное сопротивление. Он принял верховенство Гуридов и отправил своего сына Малик-шаха вместе с несколькими слонами в качестве заложников, чтобы показать преданность и договориться с Мухаммадом.
Однако договор был недолгим, поскольку Муизз ад-Дин снова двинулся на Лахор в 1184/1185 годах. Во время наступления Гуридов, Хосров Малик заперся внутри городских стен, но Муизз ад-Дин захватил Сиалкот в 1185 году. Он вернулся в Газни после возведения крепости в Сиалкоте. Продвижение Гуридов в Сиалкоте привело в ярость Хосрова, который осадил форт в 1185 году. Однако гуридскому губернатору Сиалкота удалось контратаковать наступающую армию Газневидов. Таким образом, Хосров Малик вернулся в Лахор ни с чем.
Получив сообщение о наступлении Газневидов на Силкот, Муизз ад-Дин выступил из Газни с 20 000 всадниками, чтобы уничтожить Газневидов. Когда Гуриды осадили Лахор, Хосров Малик оказался в безвыходном положении и вскоре гарнизон капитулировал, а Газневиды начали вести переговоры с Гуридами. Хосров был вывезен из своего замка в соответствии с договором, но был вероломно заключен в тюрьму Муизз ад-Дином, а затем казнён вместе со всей своей семьей в 1191 году, по другим источникам в 1186 году. Таким образом, Муизз ад-Дин окончательно сверг династию Газневидов к 1186 году.
После кампаний против Газневидов Муизз ад-Дин захватил равнину верхнего Инда и большую часть Пенджаба, чтобы двинуться в Северную Индию.

## Кампания против Чауханов

### Первая битва при Тараине
Муизз ад-Дин выступил из Газни и захватил Бхатинду в 1190 году, которая находилась под контролем королевства Чахаманов (Чауханов) и раджпутов, ставших ведущей державой северной Индии в конце XII века. Чахаманский правитель Аджмера Притвираджа III, который, согласно Притхвирадж Виджай, считал «уничтожение мусульман своей особой миссией в мире», с помощью своих союзников-раджпутов собрал огромную армию из 100 000 человек и двинулся вперед, чтобы вытеснить гарнизон Гуридов в Бхатинде. В решающей битве к северу от Дели в Тараине превосходящие по численности силы Гуридов были полностью разбиты силами Притхвираджа. Муизз ад-Дин сам был ранен в личном бою с Говинд Раи из Дели. Однако его унес с поля боя юноша хильджи. Раджпуты, однако, не преследовали Гуридов при их отступлении, а сразу же начали праздновать свою победу, а позже осадили форт Табархинд (находившийся во владении генерала Муизза — Кази Зия ад-Дина Тулаки), который был захвачен после долгой тринадцатимесячной осады.

### Вторая битва при Тараине

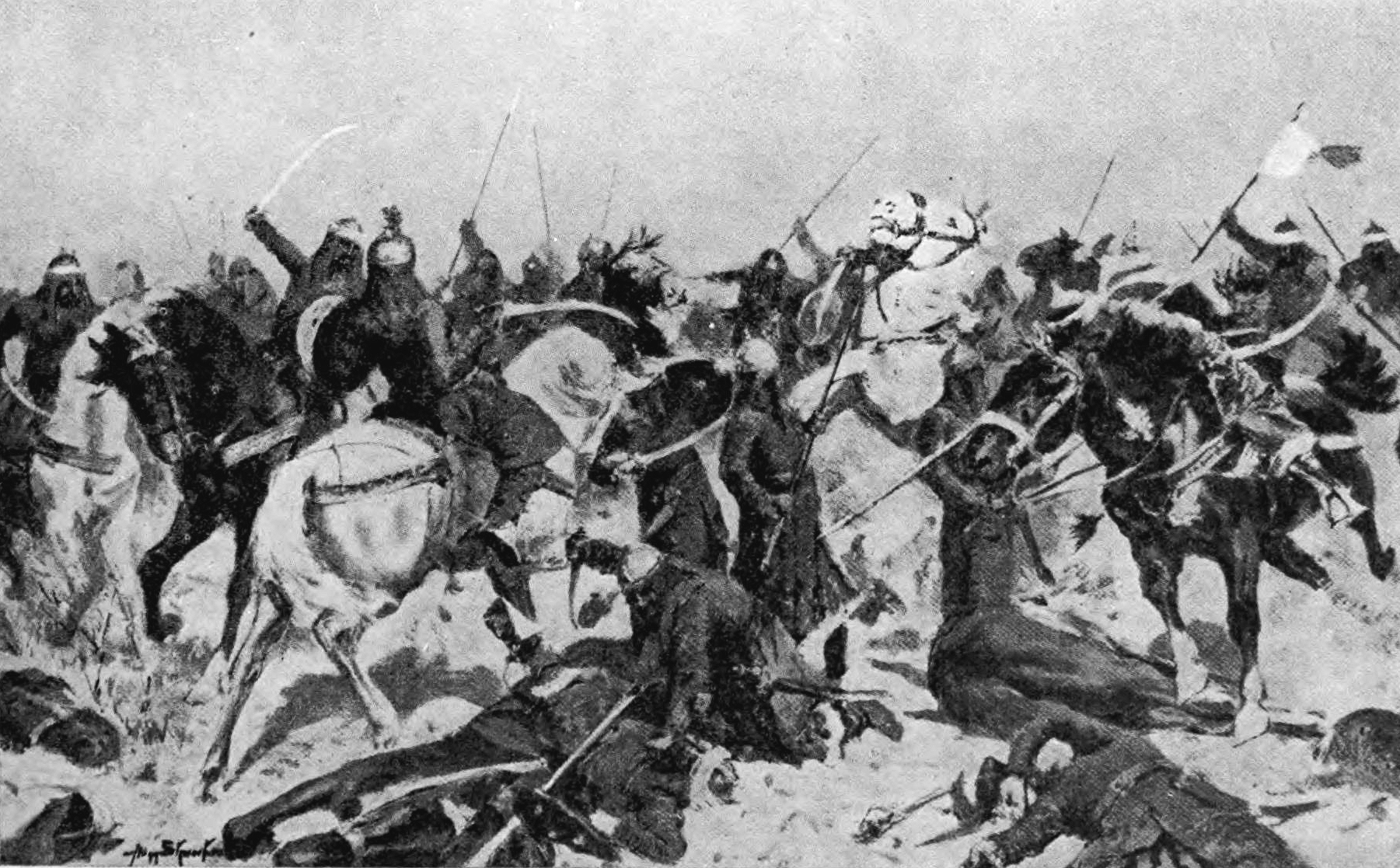
Последний бой раджпутов, изображающий Вторую битву при Тараине.

После катастрофы при Тараине, Муизз ад-Дин начал свои приготовления к очередному продвижению в королевство Чаухана и дал клятву, что «не будет навещать свою жену» и «переодеваться», пока не отомстит за свое поражение. Он собрал обширную армию таджикских, тюркских и афганских воинов и снова выступил в 1192 году с армией, состоящей из 120 000—130 000 всадников. Сражение прошло в том же месте. Гуриды одержали решающую победу после последней атаки их отряда из 10 000 конных лучников под командованием Хусейна Хармиля, который перевернул весь ход сражения в пользу Гуридов.

### Последствия завоевания королевства Чауханов
Говиндараджа из Дели вместе с Гухилой Самант Сингхом из Мевара были убиты. Притхвирадж бежал с поля боя, но был схвачен и казнен. Гуриды проникли в сердце королевства Чауханов и аннексировали всю их территорию Сападалакша, включая Аджмер. Тем не менее, Гуриды, как подтверждают нумизматические свидетельства, восстановили несовершеннолетнего сына Притхвираджа — Говиндараджа IV в качестве своего фактического вассала на условиях данника. После этой победы, Гуриды разграбили Аджмер и убили нескольких мирных жителей, многих взяли в рабство и разрушили несколько индуистских храмов Аджмера.
Решающая битва при Тараине считается знаковым событием в средневековой Индии, которое на некоторое время привело к разрушению держав раджпутов и заложило основу мусульманского правления на Индийском субконтиненте.

## Кампании гулямов
Муизз ад-Дин Мухаммад Гури, после своего триумфа в Тараине, ограничил свое присутствие в Индии, чтобы сконцентрироваться на экспансии Гуридов в Мавераннахре и назначил своих военачальников-гулямов губернаторами и правителями завоеванных земель. Одним из таких людей был Кутб ад-Дин Айбак, который закрепил власть Гуридов в Северной Индии, фактически став правой рукой Муизз ад-Дина Мухаммада и наследовал индийский трон после смерти султана.

### Завоевание королевства Гахадавалов
В 1194 году Муизз ад-Дин вернулся в Индию и переправился через Джамуну с армией в 50 000 воинов, чтобы противостоять королю Гахадавалов — Джаячандре, который властвовал над обширными территориями в современном Уттар-Прадеше и Бихаре. В решающей битве недалеко от современного Чандавара, Гахадавалам удалось сдерживать силы Гуридов, пока случайная стрела не убила Джаячандру, а его армия была добита. Гуриды разграбили священный город Каши после захвата Каннауджа и разрушили там множество индуистских храмов.

### Завоевание Байаны и Бенгалии
После этого Муизз ад-Дин снова двинулся в Индию в 1196 году и после непродолжительной осады захватил территорию Байаны у джалаунских раджпутов, чтобы защитить южный фланг Дели. Недавно завоеванная территория была передана его старшему рабу Баха ад-Дину Тургилу, который в дальнейшем осадил крепость Гвалиор и аннексировал её после подчинения правителя Парихара.
Командиры рабов Муизз ад-Дина продолжали расширение империи Гуридов и совершали набеги на цитадели раджпутов в Доабе, Раджастане, Малва и до Калинджара в долине Ганга. В 1210-х годах другой лейтенант Муизз ад-Дина — Мухаммад Бахтияр Халджи расширил влияние Гуридов на запад бассейна Ганга в штаты Бихар и Бенгалия. Он победил царя Бенгалии — Лакшмана Сена и расширил территории до Лахнаути.

## Последняя кампания
В марте 1203 года брат Мухаммада Гури умер в Герате из-за болезни и он сменил его на посту единоличного правителя династии Гуридов. В 1204 году Муизз ад-Дин потерпел резкое поражение у реки Оксус против объединённых сил кара-киданей (Западный Лио) и контингента Караханидского ханства во главе с Чжулху (при помощи Ала ад-Дина-шаха), что привело к потере бо́льшей часть Хорасана (кроме Герата и Балха) и ряда восстаний в султанате.

### Подавление восстания хохаров
Индуистские хохары восстали, перерезав линию снабжения Муизз ад-Дина между Лахором и Газной. Согласно летописцу XVI—XVII веков, Фириште, хохары принадлежали к народности джат, считавшей «убийство мусульман путем в рай», хотя позже сам Муизз ад-Дин отправился в свой последний поход в Индию в конце 1205 года. В обеспечивающем сражении хохары были разбиты после того, как Кутб ад-Дин Айбак и Илтутмиш прибыли с отрядом из Лахора. После битвы, Муизз ад-Дин приказал устроить всеобщую резню хохаров и поработил многих из них.
На обратном пути в Газну Муизз ад-Дин был убит близ Инда Дхамьяке мусульманами-исмаилиями. Преемники Мухаммада были вынуждены признать сюзеренитет Ала ад-Дин-шаха II, который сверг их к 1215 году. Однако его рабы-генералы после непродолжительной борьбы продолжили его завоевания в северной Индии и основали Делийский султанат в 1206 году.

## Комментарии
1. ↑  Хасан Низами - тот, кто написал "Тадж аль-Масир", также не упомянул две битвы: Первая битва при Тараине и Битва при Касахраде[9]
2. ↑  Во всех индуистских и джайнских трудах совместно упоминается, что Муизз ад-Дин потерпел поражение по меньшей мере семь раз до своей победы в Тараине, а некоторые из них даже преувеличивают это число до двадцати одного[12]
3. ↑  "Табакат-и Насири" утверждает, что правителем Соланки в то время был Бхима II[25]
4. ↑  В некоторых более поздних сообщениях говорилось, что его убийцами были хохары, см. his assassination part on the main article